# Antoine Rigaudeau
Antoine Roger Rigaudeau (* 17. prosince 1971, Cholet) je bývalý francouzský basketbalista. Hrával na pozici rozehrávače nebo křídla. Měl přezdívku Le Roi (král). V roce 2015 byl uveden do Síně slávy Mezinárodní basketbalové federace. S francouzskou reprezentací získal stříbro na olympijských hrách v Sydney roku 2000 a bronz na mistrovství Evropy v roce 2005. S italským klubem Virtus Pallacanestro Bologna dvakrát vyhrál Euroligu (1998, 2001).